# 新政治國民會議
新政治国民会议（韩语：／ Saejeongchigungminhoeui），简称国民会议，是由韩国前总统金大中于1995年9月创立的自由主义政党。该党分裂自民主党，于1998年至2000年为韩国的执政党，2000年1月改组为新千年民主党。

## 党史

### 创党背景
1992年韩国总统大选中，三度挑战的民主党候选人金大中再次落败，他在选后辞去国会议员职务并退出政坛。金大中隐退后，在野民主党变得软弱无力，只能一味地去迎合政府和执政党，根本起不到在野党应有的作用。一些议员和民主党党员都希望金大中能够复出。
1995年韩国地方选举前夕，金大中积极参加辅选，最终帮助民主党拿下15席广域团体长中的4席，执政党仅剩5席，属于金大中派系的赵淳当选首尔市长。认为时机已经成熟的金大中在7月18日宣布重返政坛，退出民主党筹备新党，于9月5日创立新政治国民会议并自任总裁，原属民主党的97名议员中有52名转投新党。然而由于自由派阵营两党并立导致选票分散，加之金泳三政府通过清算第五共和国势力提升支持率，次年的国会选举中，国民会议仅取得79席，包括金大中在内的多名重量级人物落选，金大中的重返政坛之路可谓开局不顺。

### 1997年大选
1997年，金泳三之子金贤哲涉嫌贪腐丑闻被捕，韩国也遭到亚洲金融风暴沉重打击，不得不接受国际货币基金组织的援助，金泳三政府的支持率跌至个位数。与此同时，执政党新韩国党的总统提名也出现严重内讧——前国务总理李会昌赢得总统提名之后，陷入大选资金不明和两子免服兵役争议，初选落败的京畿道知事李仁濟因此退党参选。
与保守派政府支持率低迷且选前分裂的局面相反，金大中在选前主动和拥有50席国会议员和4席广域团体长的第二在野党自由民主联合达成单一化协议：自民联支持金大中参选总统，金大中胜选后提名自民联总裁金钟泌担任国务总理，由后者任命经济阁僚，并推进内阁制修宪；次年地方选举两党实现候选人单一化，自民联在首都圈至少有一位候选人。金大中还提出修建朴正熙纪念馆和特赦全斗焕、卢泰愚两位前总统的政见，延请浦项钢铁创办人朴泰俊加入竞选团队，争取庆北·大邱民意支持；提出“拯救经济”口号，吸引对金泳三和保守派不满的选民。1997年12月18日，73岁高龄的金大中以40.1％的得票率击败了竞争对手李会昌和李仁济，当选为大韩民国第十五届总统，实现了韩国首次和平政党轮替。

### 执政与重组
金大中就职后遵守承诺，任命金钟泌为总理，并由后者任命经济官僚。金大中政府初期包括重组各财阀资产和业务，缩小政府规模，发展文化产业，促进朝韩和解的一系列政策受到选民肯定，使得1998年地方选举中，国民会议和自民联携手拿下16席中的10席，其中国民会议赢得首尔、京畿、全北、全南、光州、济州6席。金大中还成功拉拢李仁济等保守阵营政客、议员加入联合执政党，使得国民会议席次达到105席，联合执政党议席达到160席，实现单独过半。
但在1999年，由于在内阁制改宪上的一系列阻碍，以及金大中，金钟泌二人在其他国政课题上的分歧日益加深，金钟泌辞去总理职务。韩国经济在恢复之余也出现景气低迷，贫富差距拉大等问题。金大中政府不断出现贪腐丑闻，支持率跌破50％。面对即将到来的第16届国会选举，金大中决定“革新再创党”，于2000年1月20日改组新政治国民会议为新千年民主党，金大中续任总裁。

## 党务组织

### 历任党首
| 任次 | 姓名   | 職銜 | 就任日期      | 离任日期      |
| 1    | 金大中 | 总裁 | 1995年9月5日  | 1997年9月18日 |
| 2    | 金大中 | 总裁 | 1997年9月18日 | 2000年1月20日 |

## 主要选举记录

### 总统大选
| 年度 | 選舉   | 候選人 | 得票       | 得票率 |  | 結果 |
| ---- | ------ | ------ | ---------- | ------ |  | ---- |
| 1997 | 第15屆 | 金大中 | 12,014,277 | 40.27% |  | 當選 |

### 国会选举
| 年度 | 選舉   | 贏得席位 | 區域得票數 | 區域得票率 | 區域席位 | 比例得票數     | 比例得票率     | 比例席位 | 選舉結果         | 領袖   |
| ---- | ------ | -------- | ---------- | ---------- | -------- | -------------- | -------------- | -------- | ---------------- | ------ |
| 1996 | 第15屆 | 79 / 299 | 4,971,961  | 25.3%      | 66 / 256 | 制度未採兩票制 | 制度未採兩票制 | 13 / 46  | ▲ 26席; 第二大黨 | 金大中 |

### 地方选举
| 年度   | 選舉 | 廣域團體長 | 廣域自治議員 | 基礎團體長 | 基礎自治議員   | 領袖   |
| ------ | ---- | ---------- | ------------ | ---------- | -------------- | ------ |
| 1998年 | 2届  | 6 / 16     | 304 / 690    | 84 / 232   | 未開放政黨推薦 | 金大中 |